# Poa nemoralis var. nemoralis
Poa nemoralis var. nemoralis là một phân loài cỏ trong họ hòa thảo, thuộc chi poa.